# CASA C-212 Aviocar
CASA C-212 Aviocar hay C-212 là loại máy bay quân sự do hãng Airbus thiết kế và sản xuất tại nhà máy Airbus ở Tây Ban Nha. Đây là loại máy bay vận tải hạng trung và có thể trang bị vũ khí nhằm tuần tra biên giới, bờ biển. Ban đầu nó có tên là Aviocar, nhưng sau đó EADS-CASA (công ty cổ phần của Airbus, phối hợp cùng BAE System) đổi tên thành C-212. Một phiên bản tương tự C-212 là IPTN-NC-212 cũng được công ty hàng không vũ trụ Indonesia Indonesian Aerospace (bây giờ là IAE) sản xuất tại Indonesia dưới bản quyền của Airbus. Từ năm 2007-2016, công ty CASA có nhiều hợp đồng và sẽ sản xuất đến 85 chiếc C-212. Phiên bản mới nhất hiện nay của nó là C-212-400.

## Thiết kế và Phát triển

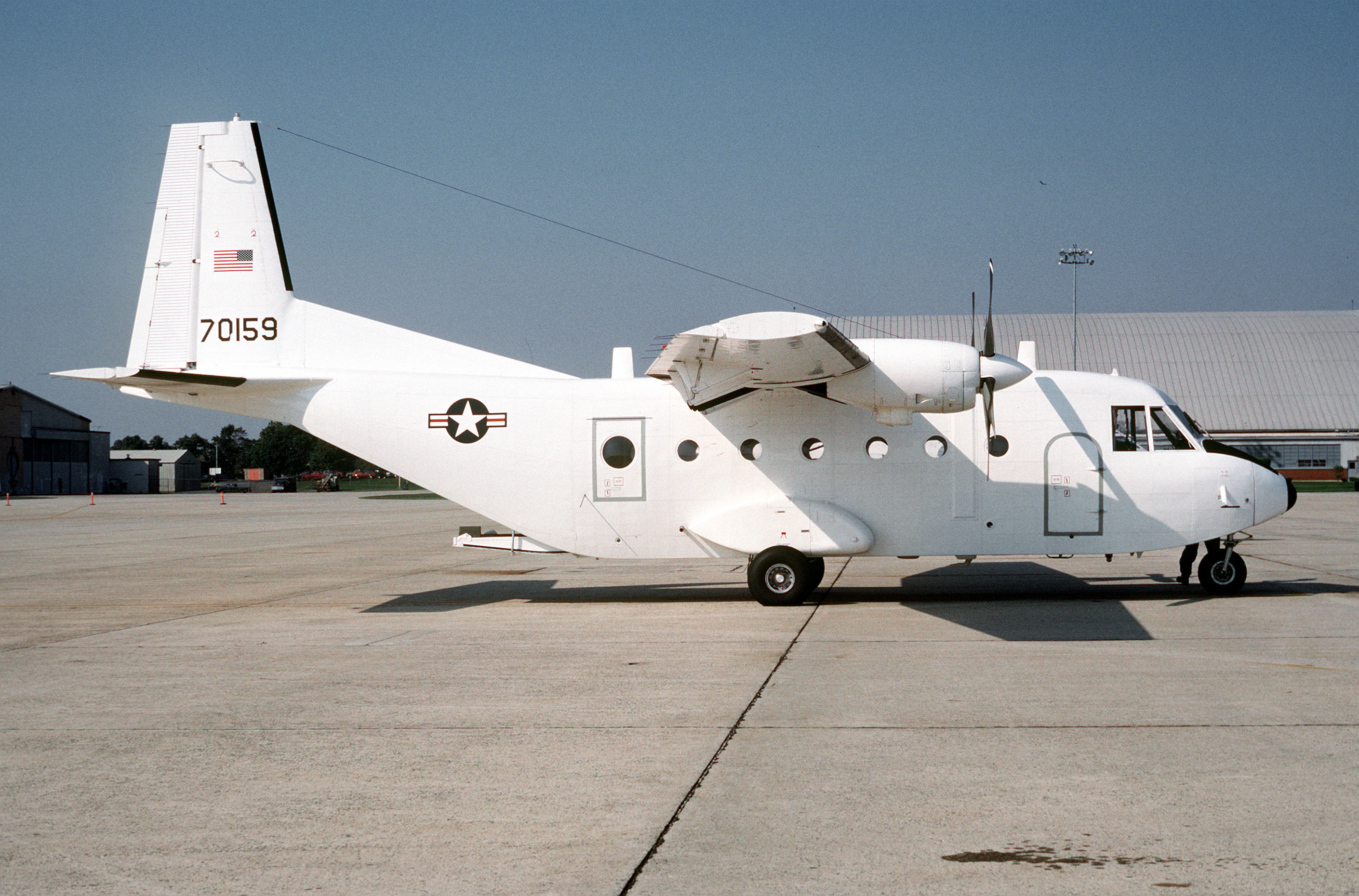
Một chiếc C-212-200 của Không quân Hoa Kỳ

Suốt những năm 1960, Không quân Tây Ban Nha vẫn còn sử dụng các loại máy bay vận tải đời cũ như Junkers Ju 52 và Douglas C-47, điều đó thúc đẩy họ thiết kế một loại máy bay vận tải có hai động cơ đời mới, khỏe hơn. CASA bắt đầu thiết kế C-212 vào những năm cuối thập niên 1960 và 1970, nó bay thử lần đầu tiên vào ngày 16 tháng 3 năm 1971, đến năm 1974, Không quân Tây Ban Nha bắt đầu chấp nhận nó vào biên chế và nó cũng được giới thiệu trong năm này.
C-212 không chỉ thành công trong quân sự mà cả dân sự, sau khi sản xuất được một vài năm, CASA bắt đầu thiết kế C-212 cho dân sự. Lô hàng dân sự đầu tiên của C-212 là vào tháng 7 năm 1975. Đến tháng 8 năm 2006, đã có hơn 30 lực lượng không quân và hãng hàng không trên thế giới sử dụng C-212. Các phiên bản sau này ngày càng được nâng cấp với khả năng hoạt động, tầm bay và sức chứa lớn hơn. Hiện nay, phiên bản hiện đại nhất là series 400 (C-212-400), độ cao bay là 10.000 ft hay 3.300 m.
Các nhiệm vụ chủ yếu của C-212 thường là vận tải (chở người, chở lính dù, chở hàng hóa), trinh sát, tuần tra bờ biển, cứu hộ, cảnh báo từ trên không, ngăn chặn xâm phạm bờ biển. Một số lực lượng tuần duyên bờ biển và không quân sử dụng C-212 như Cảnh sát biển Thụy Điển, Cảnh sát biển Argentina, Cảnh sát Biển Việt Nam, v.v... Tính đến nay, đã có 478 chiếc C-212 đã được sản xuất với mọi biến thể.

## Biến thể

### Series 100

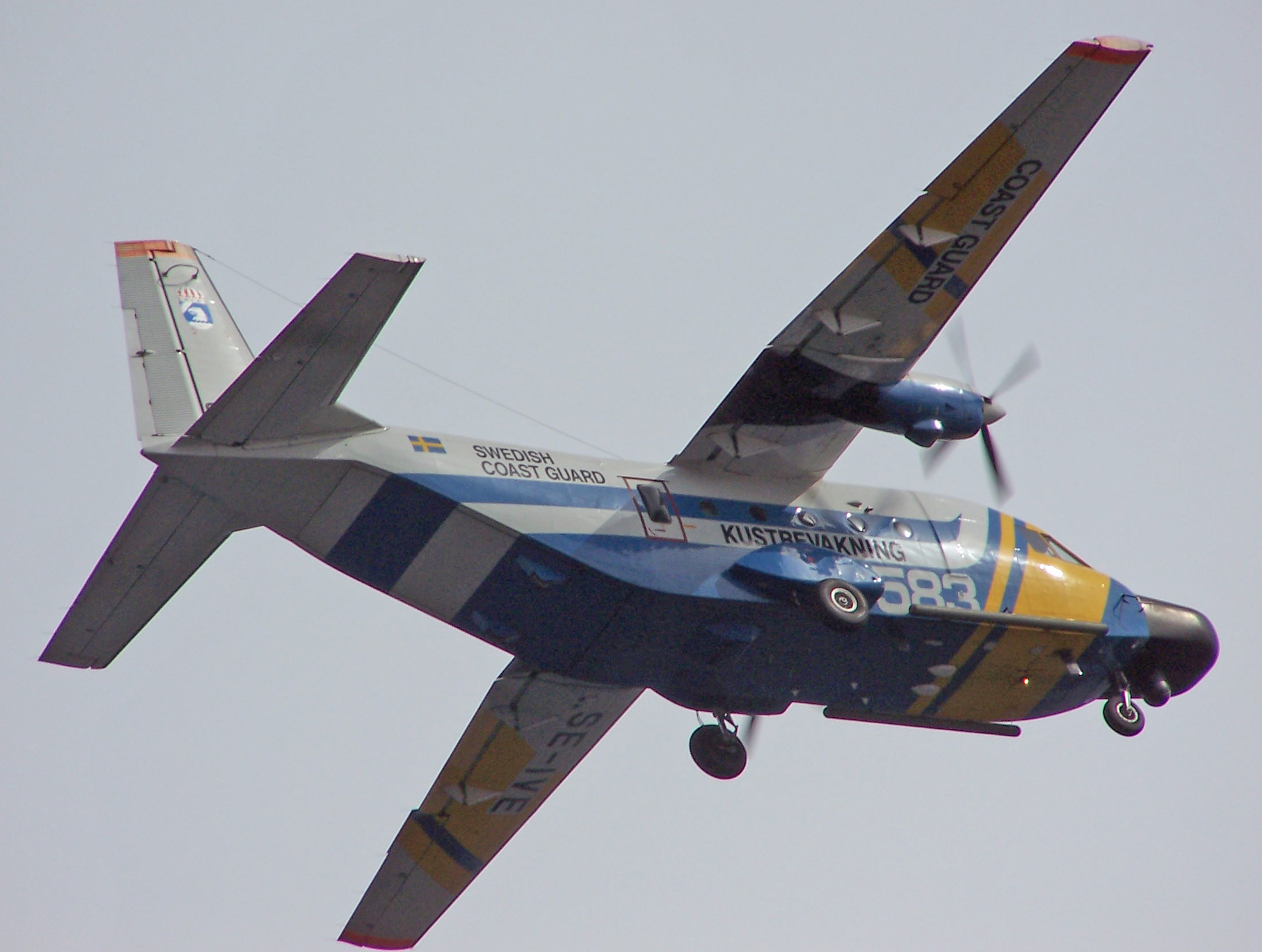
C-212 của Cảnh sát biển Thụy Điển

- C-212A phiên bản nguyên thủy đầu tiên, máy bay vận tải quân sự, còn biết với cái tên C-212-5, C-212-5 series 100M. Có 129 chiếc được sản xuất.
- C-212AV Phiên bản chở khách VIP.
- C-212B Phiên bản chụp ảnh do thám.
- C-212C Phiên bản dân sự
- C-212D Phiên bản huấn luyện của dòng C-212.
- NC-212-100 Phiên bản sản xuất tại Indonesia vào năm 1976, có 28 chiếc được sản xuất, sau này được thay thế bằng dòng NC-212-200.

### Series 200

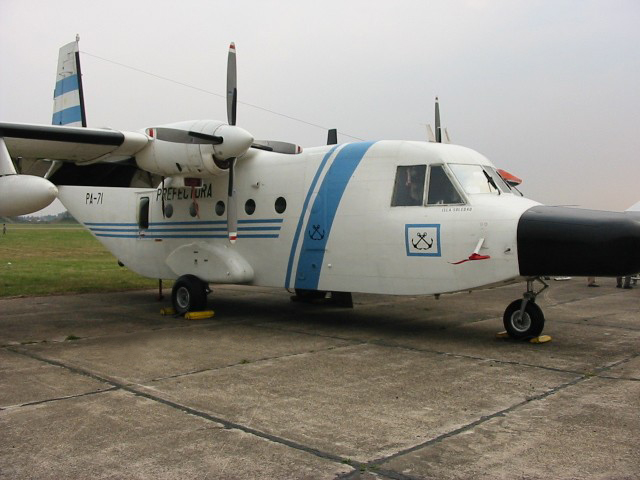
C-212 của Cảnh sát biển Argentina

- C-212 series 200M Phiên bản quân sự được biết với tên T-12D tại Tây Ban Nha và Tp 89 tại Thụy Điển.
- NC-212-200 Phiên bản nối tiếp của NC-212-100.
- NC-212-200 MPA Tương tự phiên bản NC-212-200.

### Series 300
Phiên bản tiêu chuẩn sản xuất từ năm 1987. Sử dụng động cơ Honeywell TPE331-10R-513C.
- C-212-M series 300 (Series 300M) Phiên bản quân sự
- C-212 series 300 airliner Phiên bản máy bay dân sự mini với 26 chỗ ngồi.
- C-212 series 300 utility Phiên bản máy bay tiện ích
- C-212 series 300P Phiên bản dân sự sử dụng động cơ Pratt & Whitney Canada PT6A-65.

### Series 400

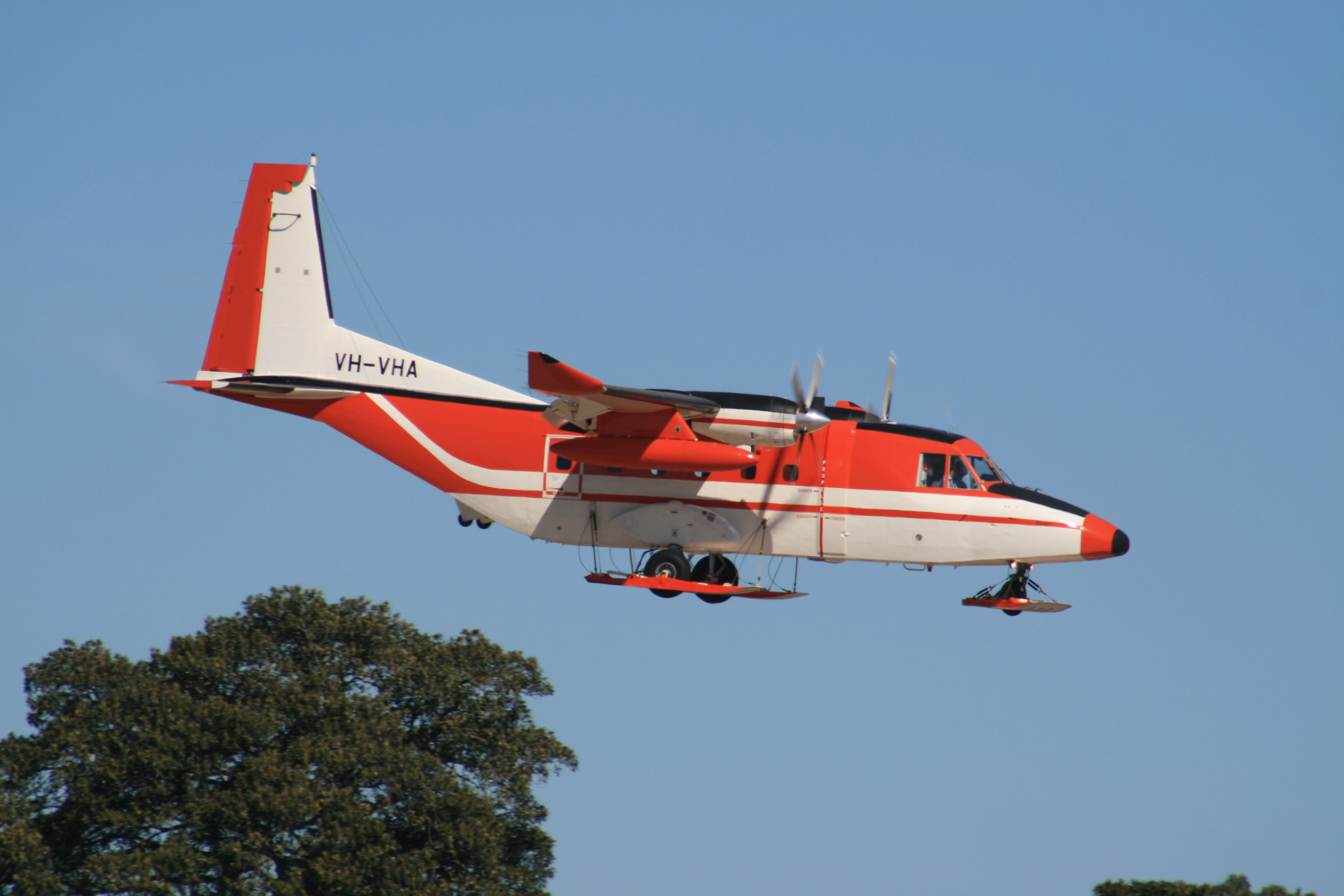
C-212-400

- C-212-400 Phiên bản hiện đại nhất hiện nay, trang bị hai động cơ tuốc bin cánh quạt TPE-331-12JR cho phép đạt tốc độ tối đa 360 km/h, tầm bay 3.300m, có khả năng cất cánh đường băng ngắn (khoảng 395m). Theo thiết kế của nhà sản xuất, C212-400 có thể mang súng máy và rocket để tham gia tấn công trên biển.

## Các quốc gia sử dụng

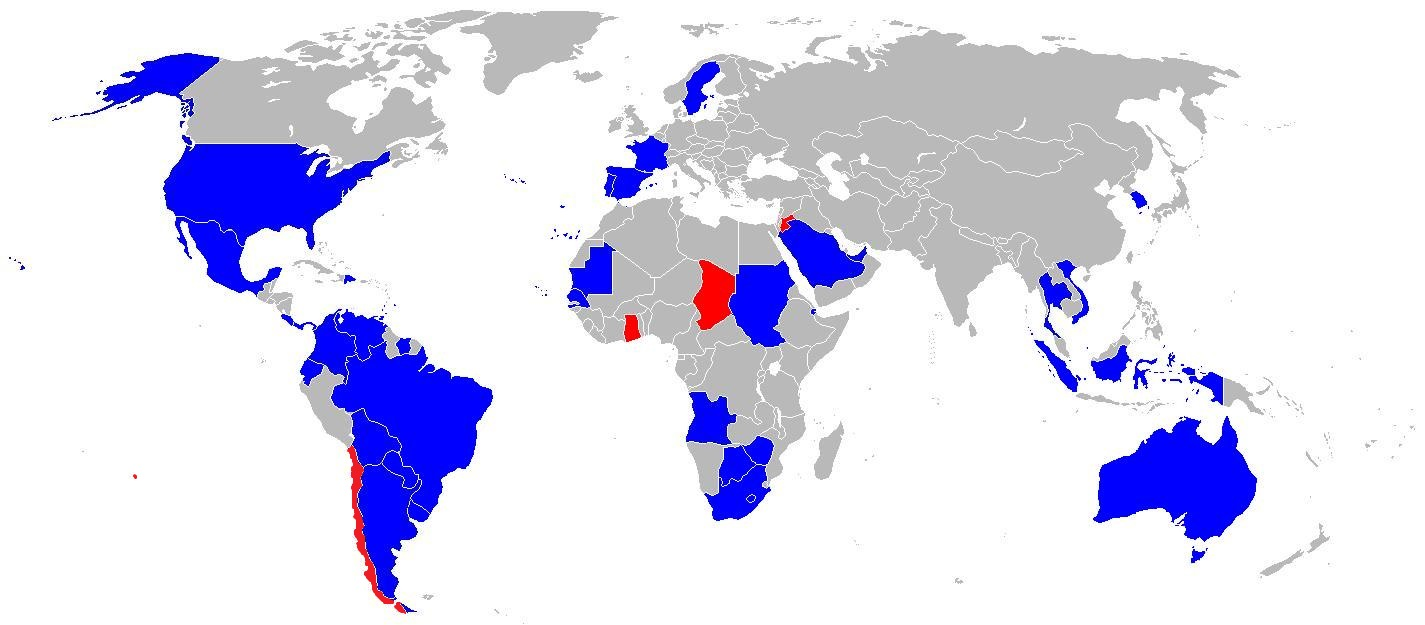
Các quốc gia sử dụng C-212

### Các quốc gia hiện tại sử dụng

#### Nhằm mục đích quân sự
Angola
- Không quân Angola

 Argentina
- Không quân Argentina
- Lực lượng tuần duyên bờ biển Argentina

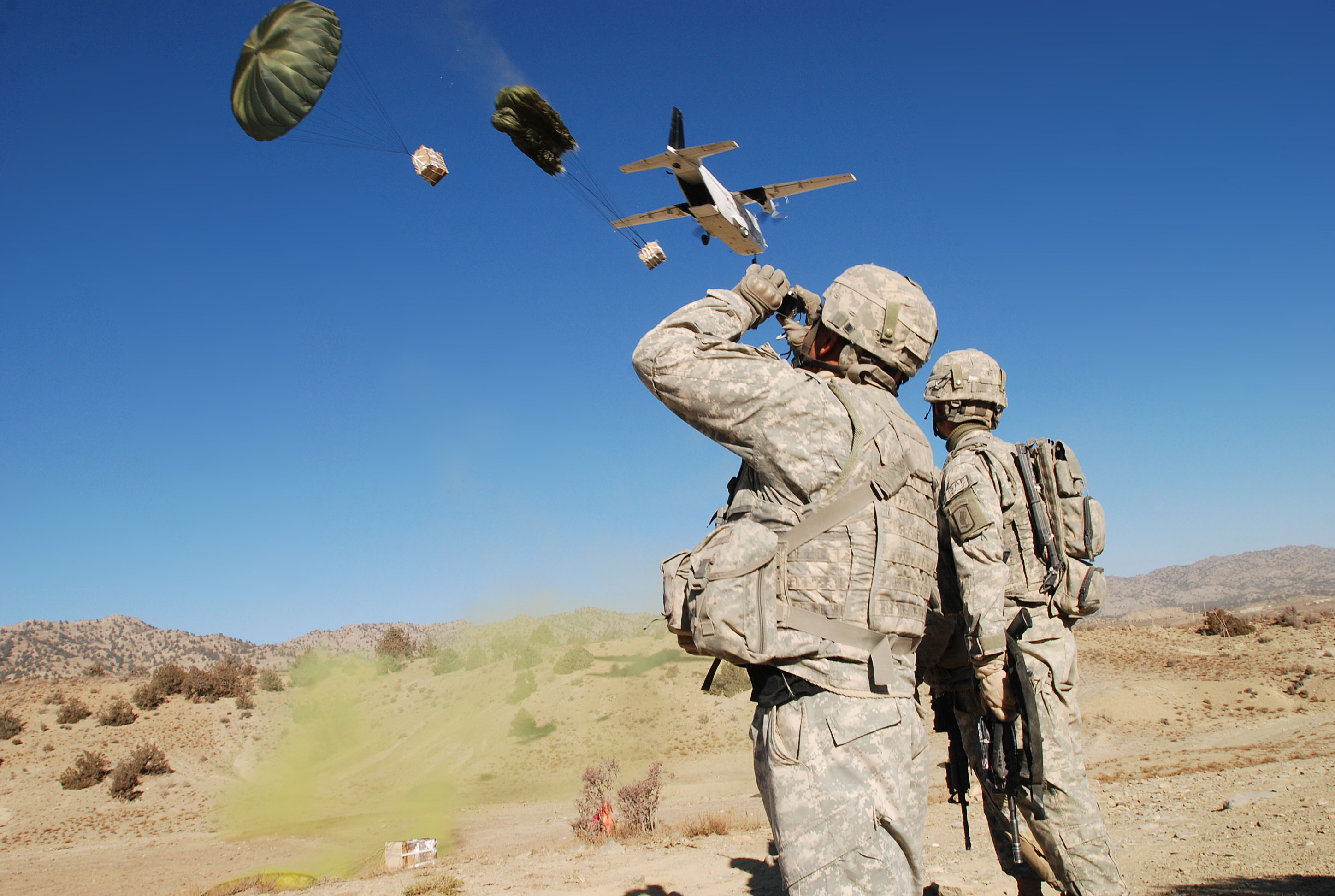
C-212 thả hàng bằng dù ở Afghanistan

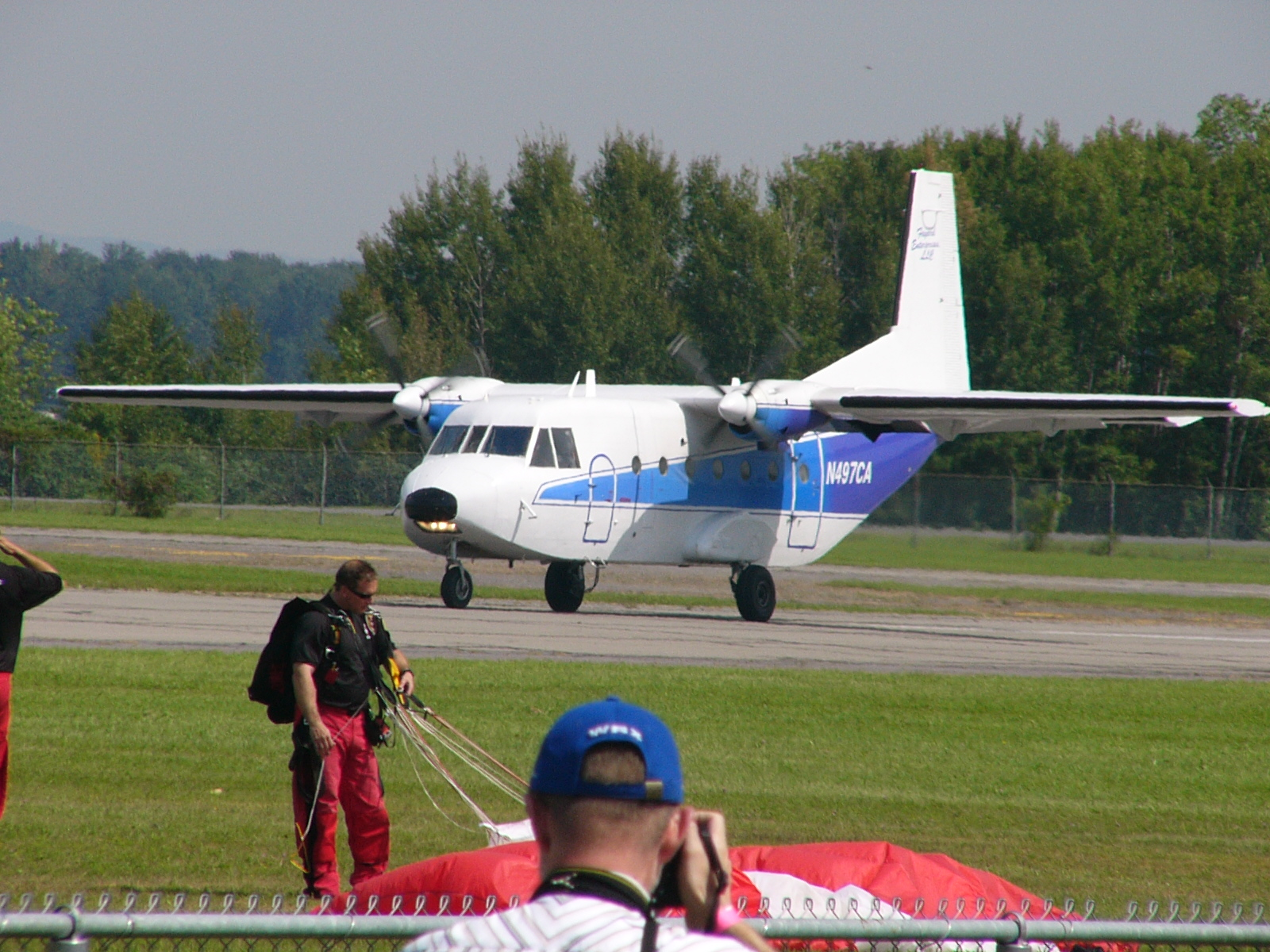
CASA CN 212-200 tham gia chở người nhảy dù

 Bolivia
- Không quân Bolivia

 Botswana
- Lực lượng phòng vệ Botswana

 Chile
- Không quân Chile

 Colombia
- Không quân Colombia
- Hải quân Colombia

 Cộng hòa Dominica
- Không quân Cộng hòa Dominica[3]

 Djibouti
- Không quân Djibouti

 Ecuador
- Quân đội Ecuador

 Guinea Xích Đạo
- Không quân Guinea Xích Đạo

 Indonesia
- Không quân Indonesia
- Hải quân Indonesia

 Lesotho
- Lực lượng phòng vệ Lesotho

 México
- Hải quân México
- Malta

 Panama
- Không quân Panama

 Paraguay
- Không quân Paraguay

 Nam Phi
- Không quân Nam Phi

 Tây Ban Nha
- Không quân Tây Ban Nha[3]

 Thái Lan
- Quân đội Hoàng gia Thái Lan

 Uruguay
- Không quân Uruguay

 Việt Nam
- Không quân Nhân dân Việt Nam
- Cảnh sát biển Việt Nam

 Zimbabwe
- Không quân Zimbabwe

#### Nhằm mục đích dân sự
- Úc
- Không quân Hoàng gia Úc
- Indonesia
- Không quân Indonesia
- Hoa Kỳ
- Không quân Hoa Kỳ

### Các quốc gia từng sử dụng

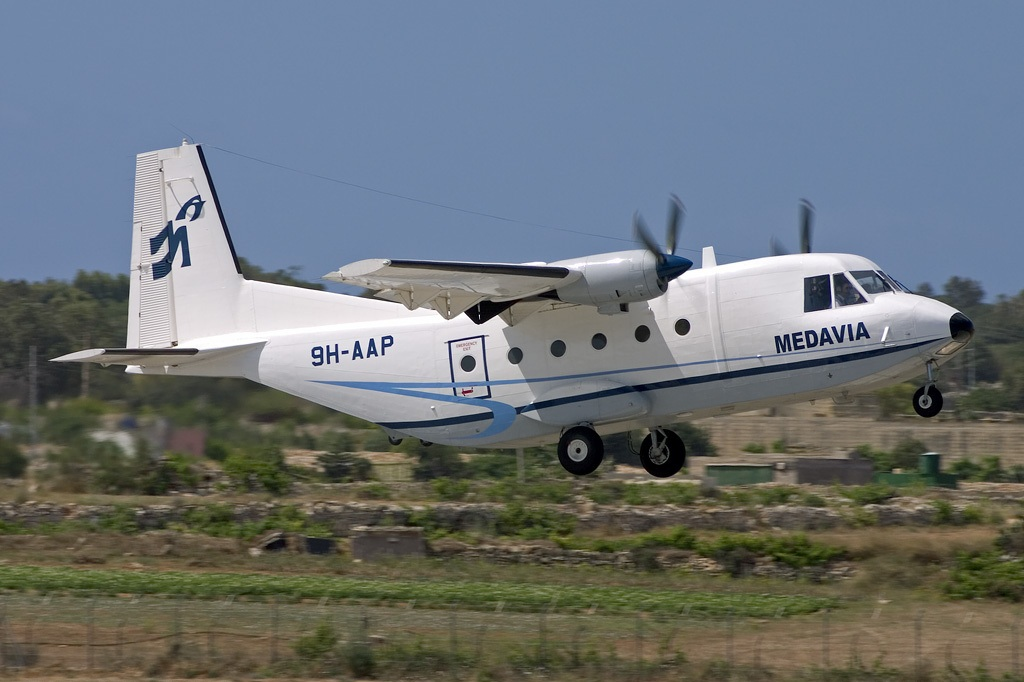
CASA C 212-100

- Abu Dhabi
- Bophuthatswana
- Bosnia và Herzegovina
- Tchad
- Pháp
- Không quân Pháp
- Jordan
- Không quân Hoàng gia Jordan
- Nicaragua
- Bồ Đào Nha
- Suriname
- Thụy Điển
- Hoa Kỳ
- Không quân Hoa Kỳ
- Venezuela
- Không quân Venezuela
- Zaire

## Thông số kỹ thuật (Series C 212-400)
- Sải cánh: 20,28m
- Dài: 16,15m
- Cao: 6,60m
- Diện tích cánh: 42m2
- Trọng lượng: 3620 kg (không tải), 8.100 kg (cất cánh)
- Nhiên liệu: 1600 kg (với thùng nhiên liệu bổ sung – 2400 kg):
- Động cơ: 2 TPE-331-12JR
- Công suất: 2 х 925 KW
- Vận tốc tối đa: 400 km/h
- Vận tốc tuần tiễu: 360 km/h
- Cự ly hoạt động thực tế: 1850 km
- Thời gian tuần tiễu: 8h
- Tràn bay thực tế: 7800m
- Phi hành đoàn: 2, 4 nhân viên kỹ thuật (trắc thủ) + 24 lính hoặc 12 người bị thương
- Chiều dài đường băng cất cánh: 610 m _ Cất cánh đến độ cao 15 m.
- Chiều dài đường băng hạ cánh: 462 m_ Hạ cánh từ độ cao 15 m.
- Chiều dài đường băng hạ cánh: 285 m.
- Vũ khí: 500 kg vũ khí tác chiến trên 2 điểm treo, 2 ngư lôi Stingray, Mk.46 hoặc A 244/S, hoặc 2 ống phóng rốc-két 68m hoặc 70mm cùng 2 súng máy. Có trang bị thêm Ra đa và sonar dò tìm tàu ngầm.[4]

## Tai nạn
Tính đến tháng 9 năm 2011, đã xảy ra 71 vụ tai nạn liên quan máy bay CASA C-212 với tổng số 558 trường hợp tử vong.
Việt Nam
Trưa ngày 16 tháng 6 năm 2016, một máy bay CASA C- 212 mang số hiệu 8983 của Lực lượng Không quân vận tải trong khi làm nhiệm vụ tìm kiếm phi công Su-30MK2 mất liên lạc trên vịnh Bắc Bộ đã rơi ở vùng biển Bạch Long Vĩ, 9 phi công và thành viên tổ bay đã hy sinh.